# 上铁文旅传媒集团
上海铁路文旅传媒集团有限公司简称上铁文旅传媒公司、上铁文旅传媒集团等，是中国铁路上海局集团的独资公司，授权经营集团公司管内铁路网广告媒体、站车书报刊、高铁文化用品及旅游、酒店、票务、商旅出行资产开发等业务。其广告部门原名上海铁路文化广告发展有限公司、简称上铁文广，业务覆盖江苏省、浙江省、安徽省、上海市290多个铁路车站和800多组高铁列车（通过华铁传媒集团代理），同时出版有《上海铁道》杂志、图书品牌“旅友书屋”、文创品牌“上铁旅友”，共有33家门店。
上海铁路国际旅游集团有限公司简称上铁国旅，为上铁文旅传媒集团的全资子公司。主要经营出入境旅游、票务、市域列车、商旅中心等业务。拥有上海铁道大厦、上海铁道宾馆、苏州上铁吴越酒店（原上海铁路局苏州疗养院）等商业资产。公司成立于1986年，最初为上海铁路分局旅行社，1992年成立为上海铁路局旅游（集团）公司。1995年开始开行“假日列车”旅游专列。公司2002年获得中国公民出境组团资质。
上海铁路文化广告发展有限公司和上铁国旅于2023年5月整合，成立上海铁路文旅传媒集团有限公司。截至2024年，公司共有职能部门5个，生产型业务单位3个，分公司5个，全资子公司3个，从业人员600余人。 

## 图片

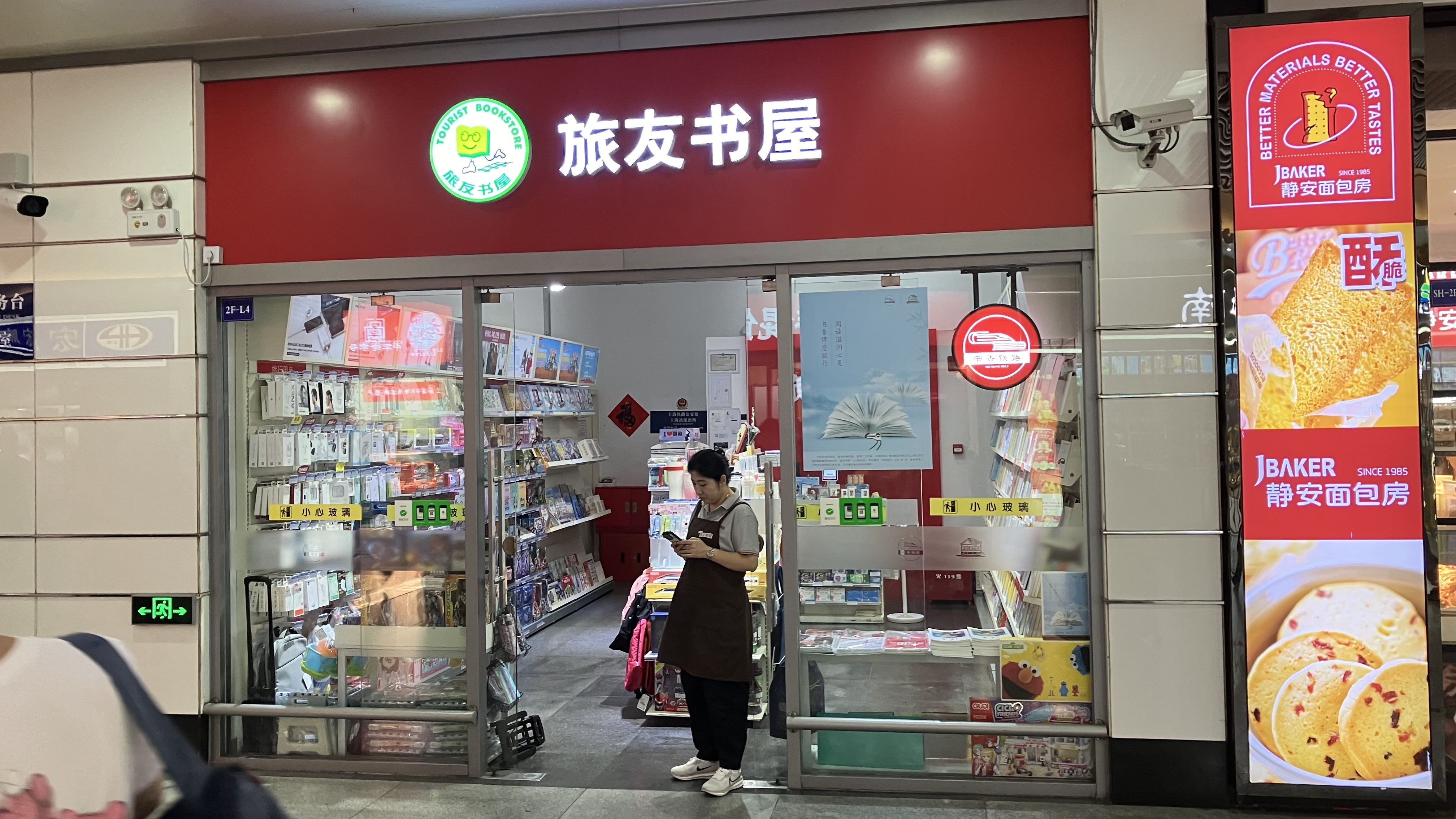
上海站的旅友书屋
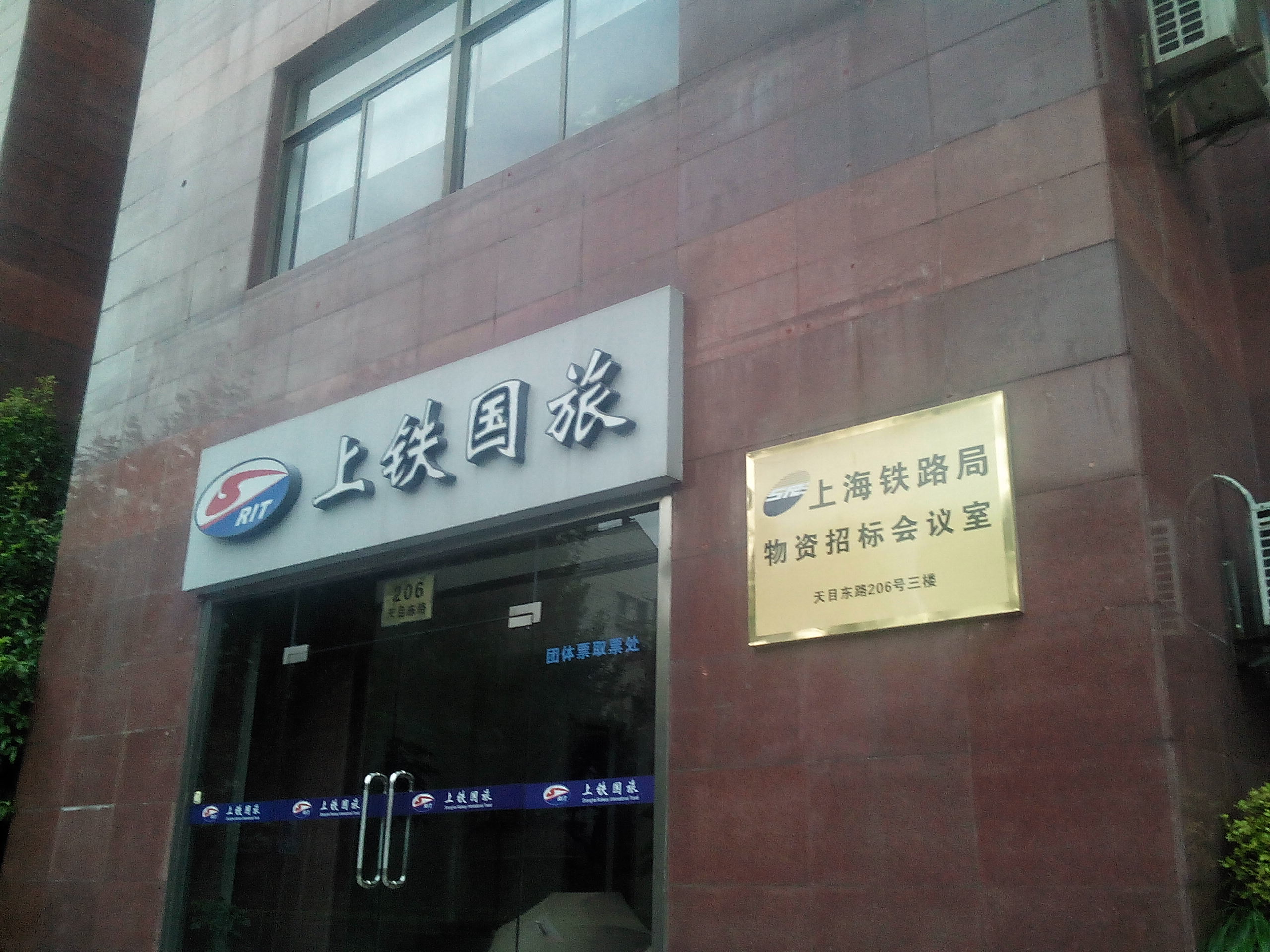
天目东路206号上铁国旅办公室
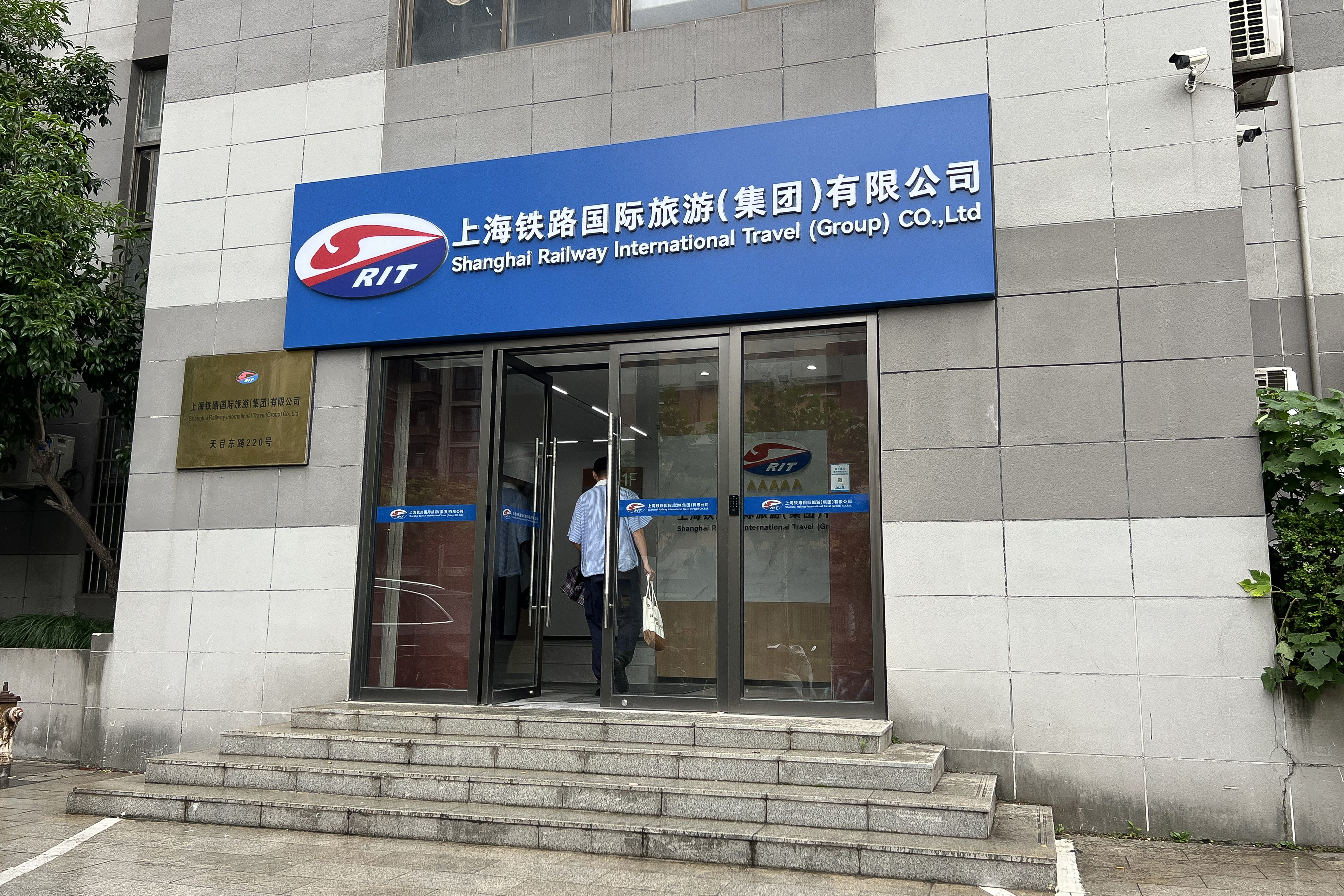
天目东路220号上铁国旅办公室
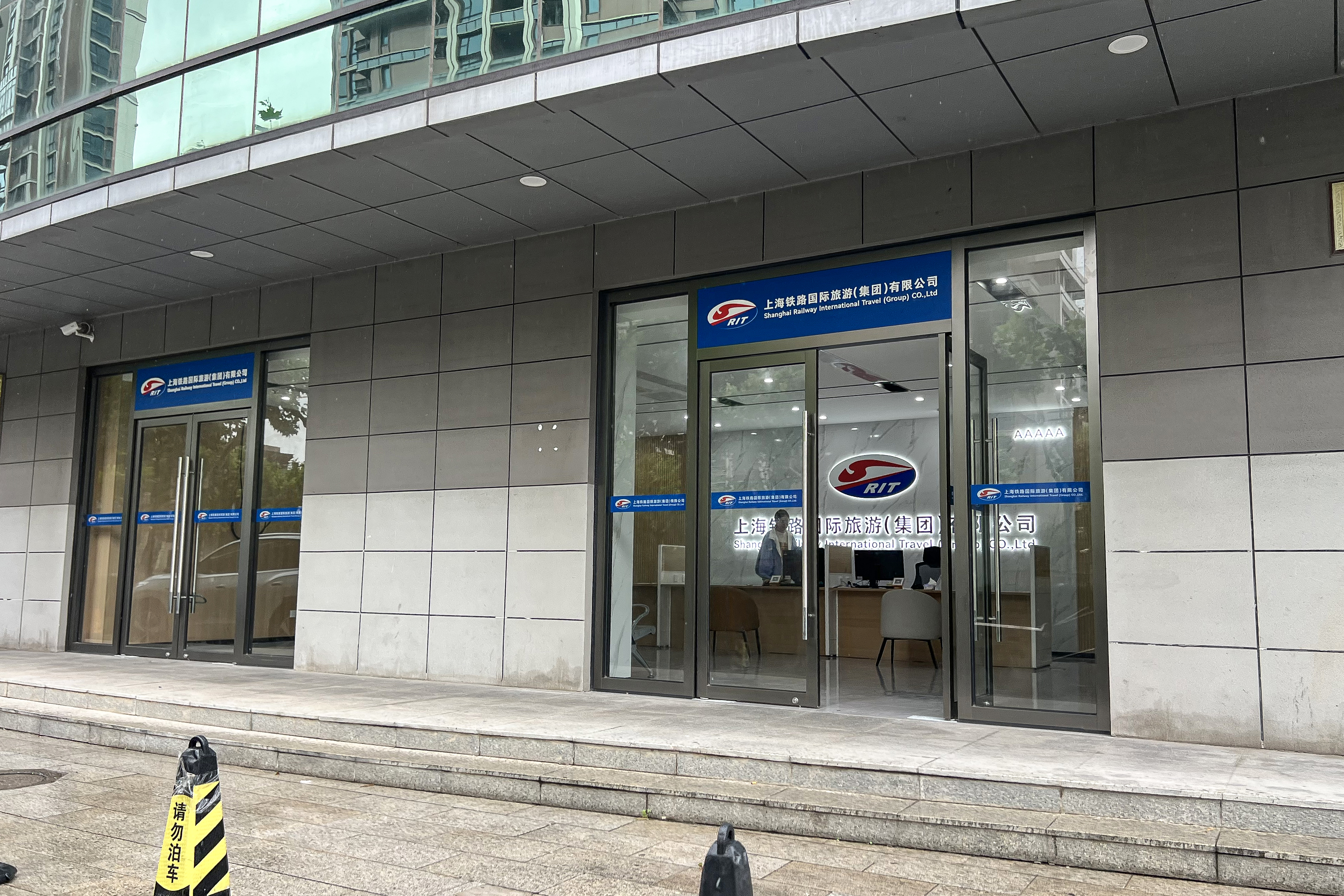
天目东路218号上铁国旅门市部
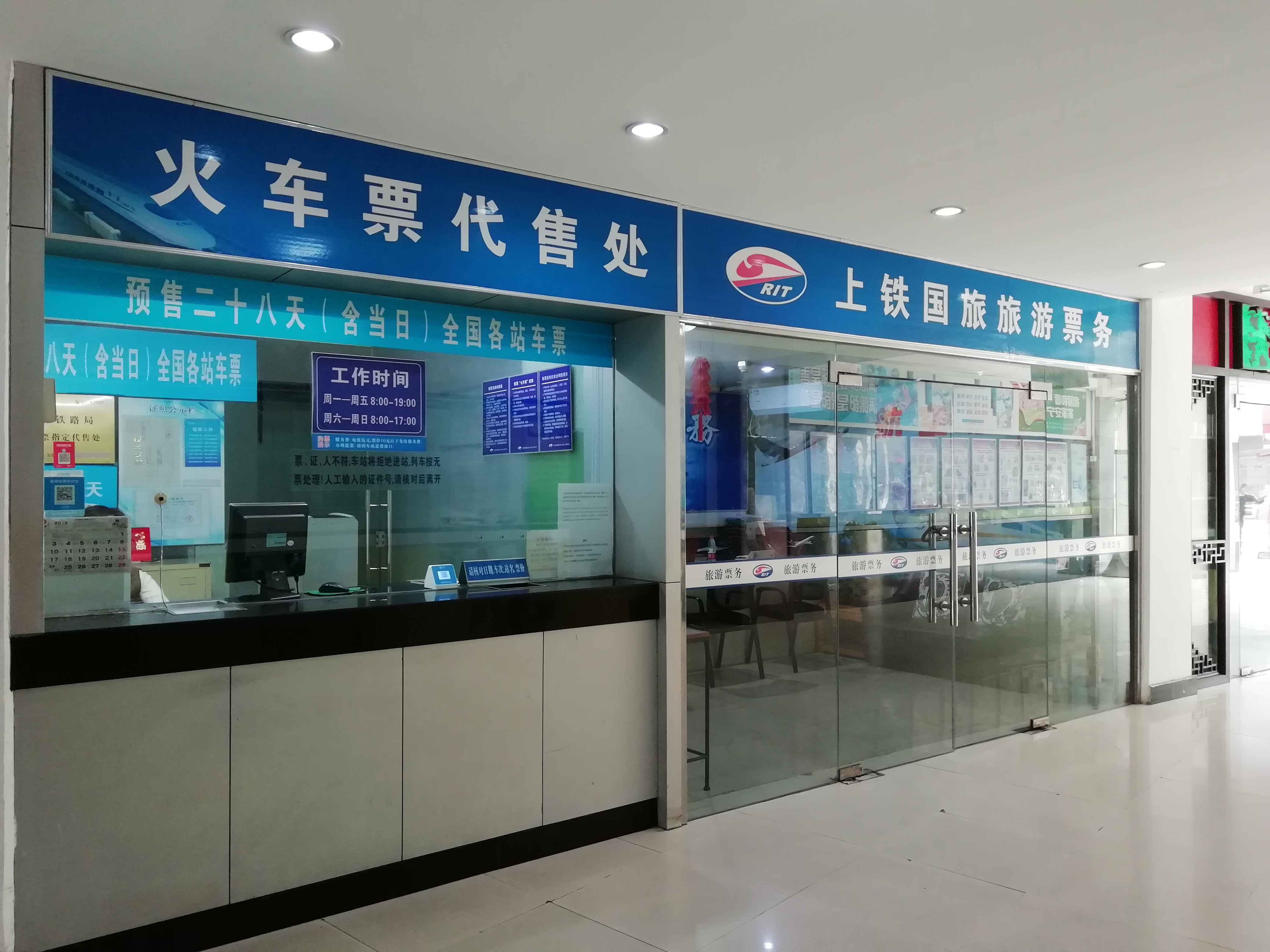
位于苏州工业园区的上铁国旅火车票代售点
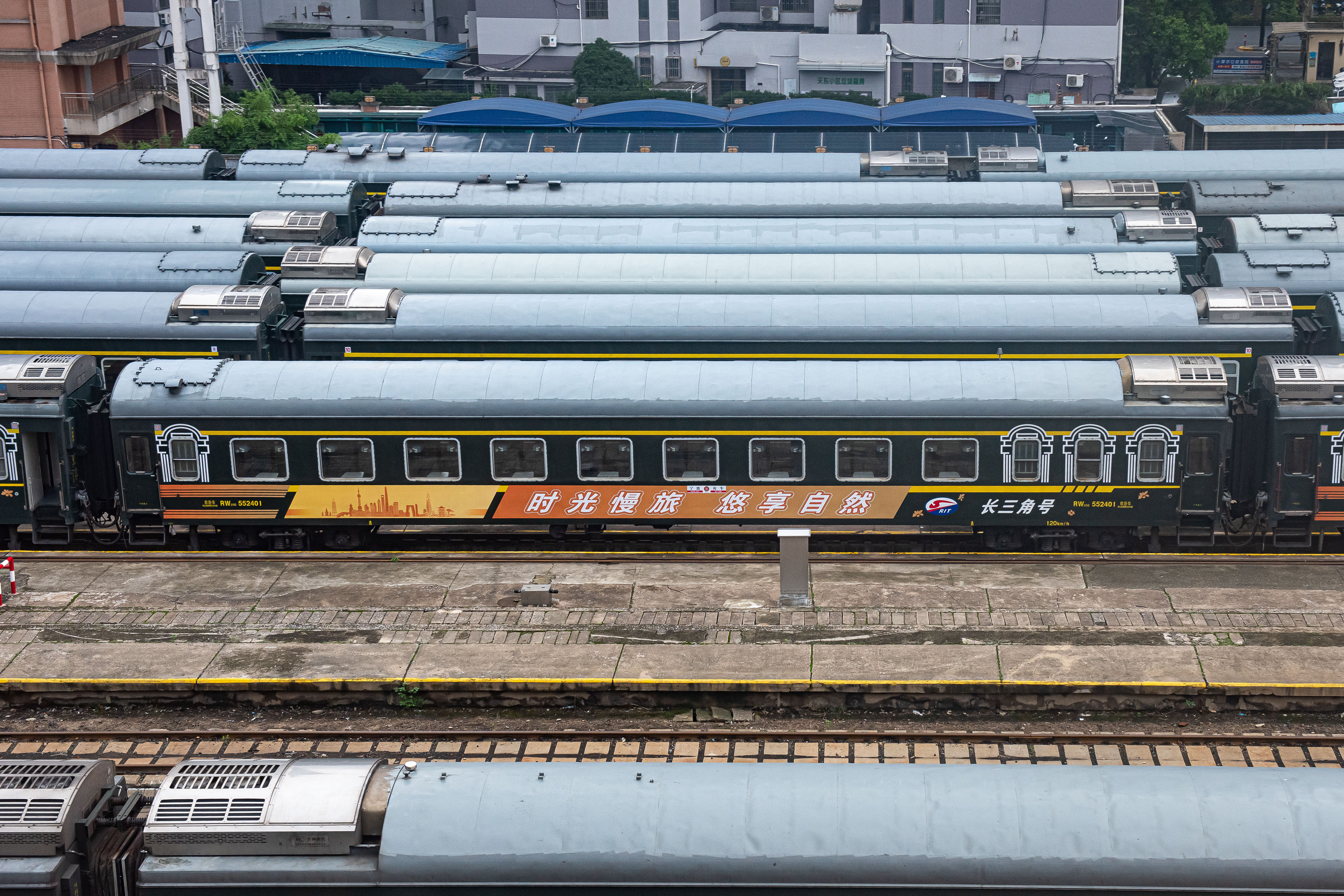
上铁国旅“长三角号”旅游专列车底
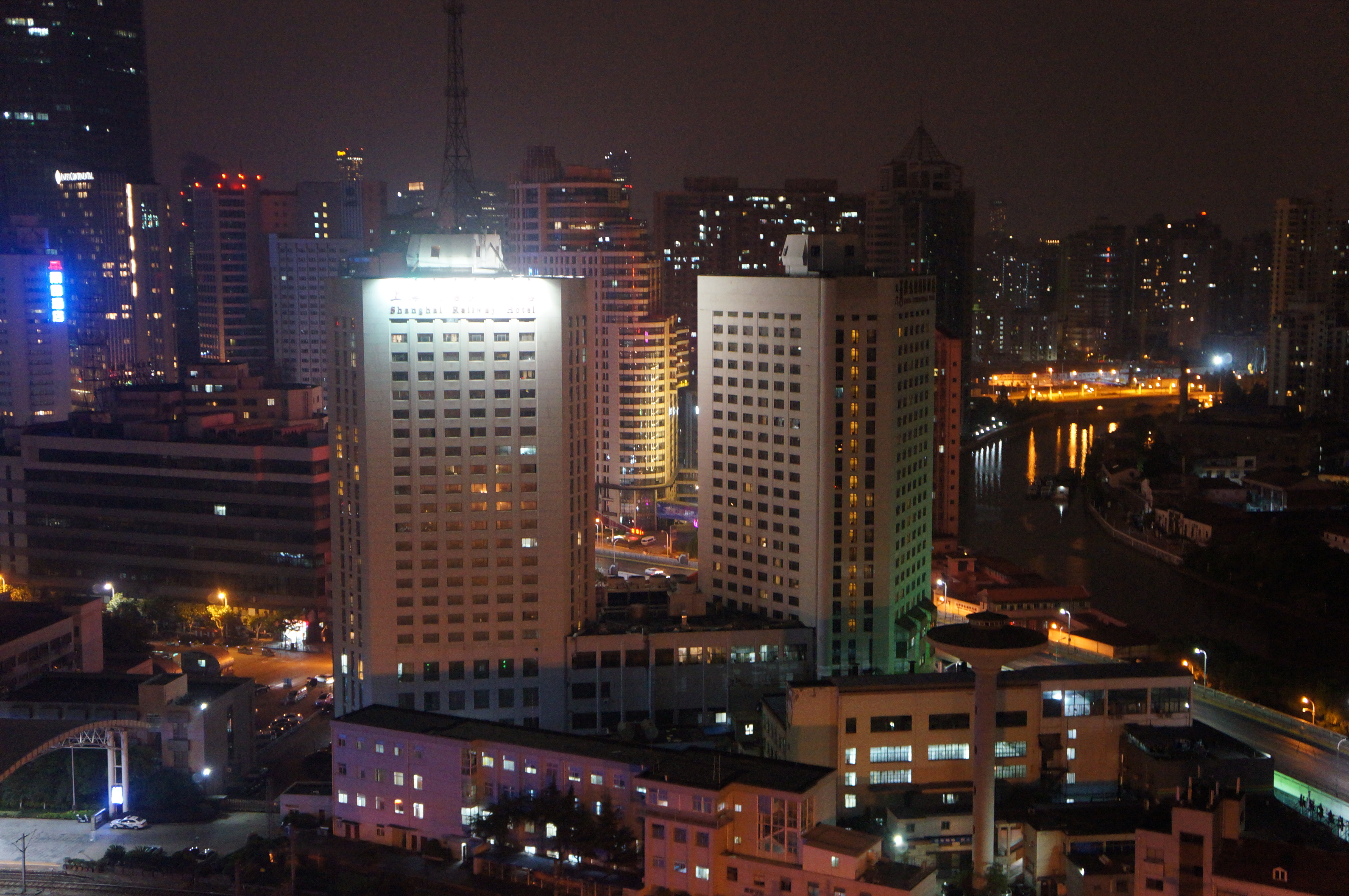
上海铁道大厦
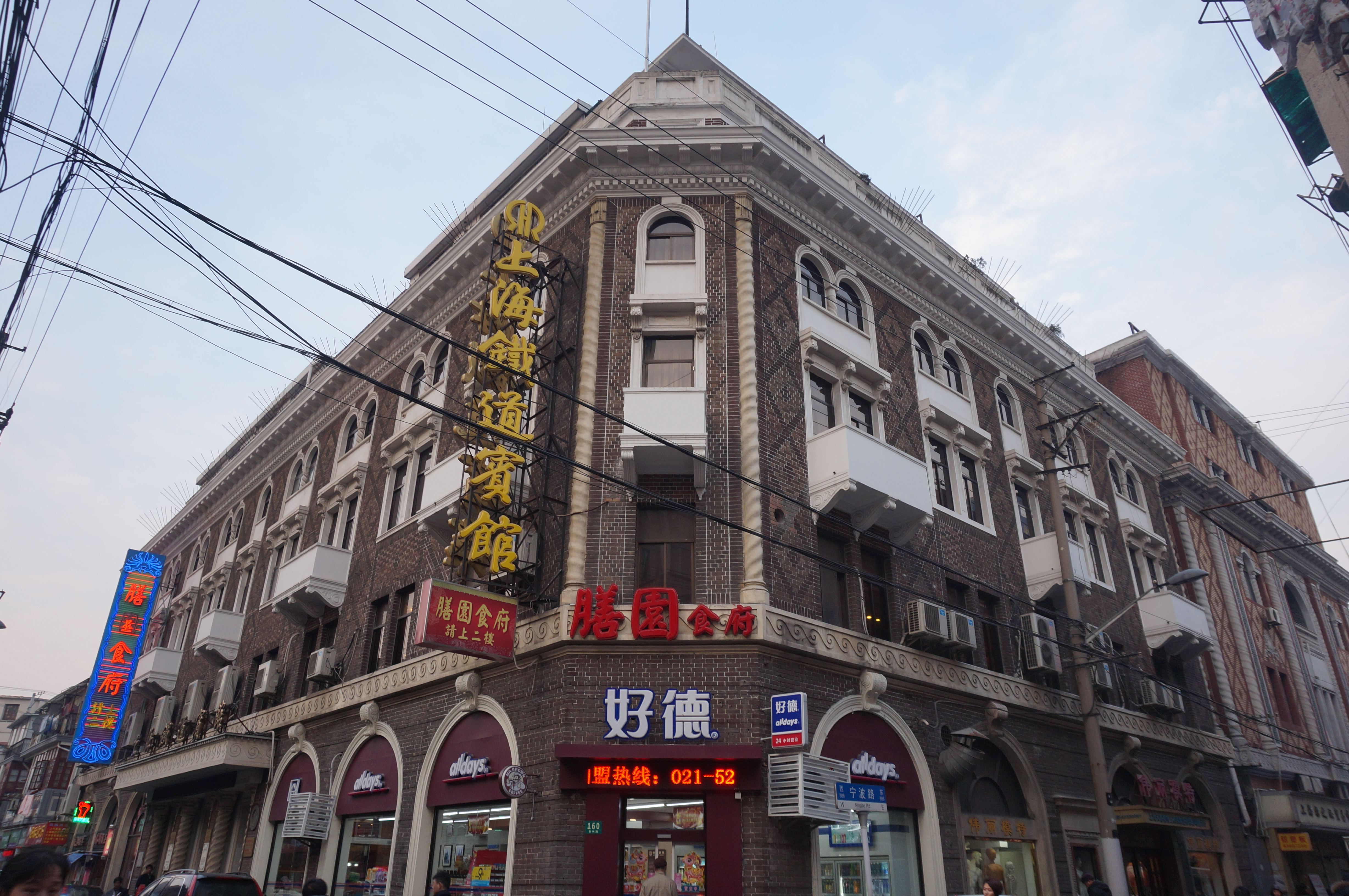
上海铁道宾馆